# Estación de Castellnou de Seana
La estación de Castellnou de Seana es un apeadero ferroviario situado en el municipio español homónimo, en la provincia de Lérida, comunidad autónoma de Cataluña. Cuenta con servicios de cercanías de Lleida de Rodalies de Catalunya.

## Situación ferroviaria
Se encuentra ubicada en el punto kilométrico 212,023 de la línea férrea de ancho ibérico que une Zaragoza con Barcelona por Lérida y Manresa a 277 metros de altitud, entre las estaciones de Golmés y Bellpuig. El tramo es de vía única y está electrificado.

## Historia
Aunque la estación se encuentra en un tramo de la línea férrea Zaragoza-Barcelona abierto al tráfico el 30 de mayo de 1860 por la Compañía del Ferrocarril de Barcelona a Zaragoza no se dispuso en el municipio de ninguna parada. Su apertura es muy posterior y data de la década de los años 50 cuando los propios vecinos decidieron construir una estación que permitiera la parada de los trenes que recorrían la línea. 
Desde el 31 de diciembre de 2004 Renfe Operadora explota la línea mientras que Adif es la titular de las instalaciones ferroviarias.

## La estación
Se encuentra al sur del municipio, alejado del núcleo urbano. Dado el mal estado de conservación del recinto construido en los años 50 el edificio para viajeros no presta ningún servicio y ha sido sustituido por un pequeño refugio que se sitúa en el único andén lateral de la estación. A la misma accede la vía principal. Cuenta con una zona de aparcamiento habilitada para 14 vehículos.

## Servicios ferroviarios

### Cercanías
Forma parte de la red las líneas RL3 y RL4 de cercanías de Lleida de Rodalies de Catalunya
| << cabecera                    | < estación | línea                      | estación > | cabecera >> |
| ------------------------------ | ---------- | -------------------------- | ---------- | ----------- |
| Rodalies de Catalunya de Renfe |            |                            |            |             |
| Lérida Pirineos                | Golmés     |                            | Bellpuig   | Cervera     |
| Lérida Pirineos                | Golmés     | Tarrasa Estación del Norte | Bellpuig   |             |